# Giuseppe Gazzaniga

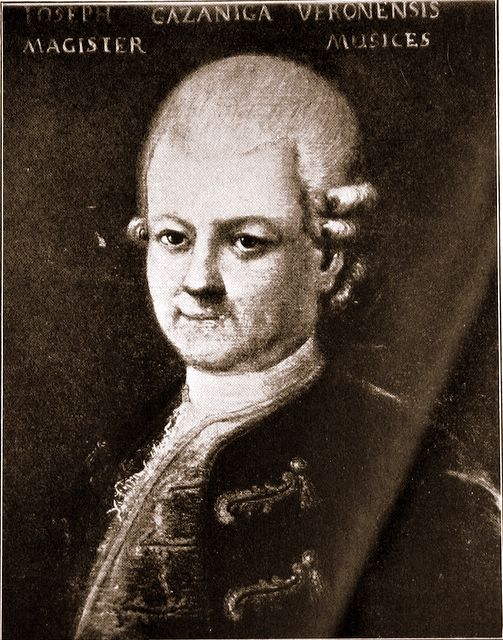
Giuseppe Gazzaniga

Giuseppe Gazzaniga (Verona, 5 oktober 1743 – Crema, 1 februari 1818) was een Italiaans componist.
Hij was een leerling van Nicola Porpora eerst in Venetië, later ook in Napels (waar hij tevens studeerde bij Niccolò Piccinni).
Hij maakte zijn debuut als operacomponist in 1768, met het intermezzo Il Barone di Trocchia, dat de première zag in het Teatro Nuovo te Napels.
Dit was het begin van een lange reeks composities voor het operatheater, die hem zouden bezighouden tot de eerste jaren van de 19e eeuw, qua genre componeerde hij zowel opera buffa, als opera seria.
Na perioden buiten Italië, aan de hoven van Wenen, München en Dresden, gewerkt te hebben, vestigde hij zich uiteindelijk in Urbino, waar hij een rustige goed betaalde positie als kapelmeester van de kathedraal van Urbino aanvaardde.
In 1791 verkaste hij naar Crema om kapelmeester aldaar te worden, deze positie bekleedde hij tot zijn dood in 1818.
Het totaal van zijn oeuvre bestaat uit zo'n 60 werken, incl. de geestelijke en instrumentale werken.
Wat opera's betreft ligt het aantal zo rond de 50, waarvan het werk Don Giovanni, o sia Il convitato di pietra, het meest succesvol was.
Qua verhaal is Don Giovanni gebaseerd op El burlador de Sevilla uit 1637 van Tisso de Molina en bewerkt tot libretto door Giovanni Bertati.
De première vond plaats op 5 februari 1787 in het Teatro Giustiani di San Moisé te Venetië en had de volle aandacht van Mozart en zijn librettoschrijver Lorenzo da Ponte, wat resulteerde in de première van Mozarts meesterwerk Don Giovanni in Praag op 29 oktober 1787.
- Biblioteca Nacional de España: XX1503107
- Bibliothèque nationale de France: cb13933632r (data)
- Gemeinsame Normdatei: 118689878
- International Standard Name Identifier: 0000 0000 8342 8280
- Library of Congress Control Number: n83040076
- MusicBrainz: 2db3e39a-b571-4261-834c-62e599328535
- Nationale Bibliotheek van Tsjechië: js20020204013
- Nationale Bibliotheek van Israël: 987007284366305171
- Nederlandse Thesaurus van Auteursnamen: 104258292
- Istituto Centrale per il Catalogo Unico: TO0V155789
- SNAC: w6n606qp
- Système universitaire de documentation: 080020011
- Virtual International Authority File: 34646758
- WorldCat: E39PBJvXfDGY6CKYXppRGqY9Dq